# Fadwa Soliman

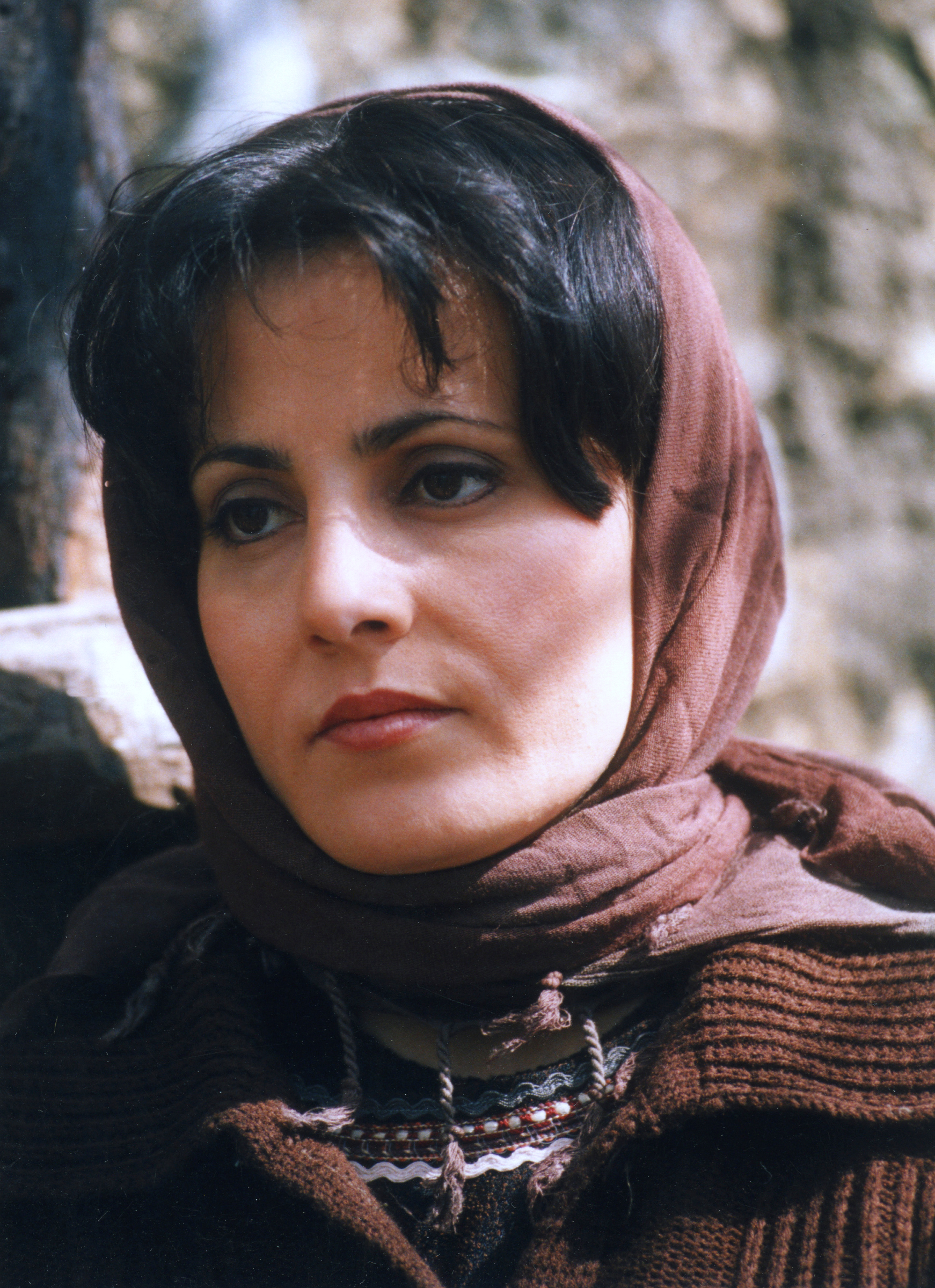
Fadwa Soliman als Schauspielerin in der syrischen Fernsehserie Unshoodat Al Matar (2003)

Fadwa Soliman oder Fadwa Suleiman (arabisch فدوى سليمان, DMG Fadwā Sulaimān; geboren am 17. Mai 1970 in Aleppo; gestorben am 17. August 2017 in Paris) war eine syrische Schauspielerin alawitischer Herkunft. Sie wurde als Anführerin eines überwiegend sunnitischen Protestes gegen Präsident Baschar al-Assad in Homs bekannt. Sie galt in den Jahren 2011 und 2012 als eines der bekanntesten Gesichter der syrischen Revolution.

## Karriere als Schauspielerin
Geboren in Aleppo, zog Soliman in die Hauptstadt Damaskus, um dort eine Schauspielkarriere einzuschlagen. Sie spielte in zahlreichen Theaterstücken, wie صوت ماريا (Stimme Marias) und ميديا (Medien), und in mindestens einem Dutzend Fernseh-Shows, darunter in يوميات أبوعنتر (Das Tagebuch von Abou Antar) und لسيدة الصغيرة (Kleine Frauen). Sie spielte ebenso eine Kunstlehrerin in einem Waisenhaus in القلوب الصغيرة (Kleine Herzen), einer Fernsehserie, die das Thema Organhandel ins Bewusstsein der Öffentlichkeit brachte und von mehreren arabischen Sendern ausgestrahlt wurde. Am Qabbani-Theater in Damaskus spielte sie in einer arabischen Adaption von Henrik Ibsens Nora oder Ein Puppenheim.

## Rolle im Aufstand in Syrien
Seit Beginn des syrischen Aufstands am 15. März 2011 war Soliman eine der wenigen Schauspielerinnen, die offen gegen Assads Regierung protestierten. Trotz der Gefahr, getötet oder verhaftet zu werden, nahm Soliman an Demonstrationen teil. Sie wollte damit der Behauptung widersprechen, die komplette Gemeinschaft der Alawiten, die 10 % der Bevölkerung repräsentiert, unterstütze die Assad-Regierung. Ihre Absicht war es ferner, die Aussagen der Regierung zu widerlegen, dass diejenigen, die an den Protesten teilnehmen, entweder Islamisten oder bewaffnete Terroristen seien. Sie trat bei einigen Kundgebungen, bei denen Assads Rücktritt gefordert wurde, zusammen mit dem Fußballprofi und Widerstandskämpfer Abdul Baset Al-Sarout auf.
Soliman war bekannt für ihre Monologe vor der Kamera, in denen sie zu friedlichen Protesten im ganzen Land aufrief. „Religiös motivierte Gewalt in Homs wäre schlimmer, wenn es Fadwa Soliman nicht geben würde“, sagte Peter Harling, Syrien-Experte bei der International Crisis Group. In einer Videobotschaft im November 2011 sagte Soliman, Sicherheitskräfte würden Gebäude in Homs nach ihr durchsuchen und Menschen mit Gewalt dazu zu zwingen, ihr Versteck zu verraten. Soliman schnitt ihr Haar kurz wie ein Junge und floh von Haus zu Haus, um ihrer Verhaftung zu entgehen.
Am 24. März 2012 floh Soliman zusammen mit ihrem Ehemann über die libanesische Grenze in Richtung Europa. Seit April 2012 lebte sie in Paris, wo sie im August 2017 mit 47 Jahren einem langen Krebsleiden erlag.